# Rambai (Pangkalan Lapam)
Rambai is een bestuurslaag in het regentschap Ogan Komering Ilir van de provincie Zuid-Sumatra, Indonesië. Rambai telt 1590 inwoners (volkstelling 2010).